# Metodi Lepavzov
Metodi Lepavzov, Künstlername Lemeto, (* 12. Mai 1905 in Prilep, Mazedonien; † 24. Mai 1983 in Neuenburg, Schweiz) war ein jugoslawischer Künstler.

## Leben und Werk
Lepavzov studierte an den Kunstakademien in München, Prag und Italien. 
Prägende fünf Jahre (1927–1933) befand sich Metodi Lepavzov in politischer Gefangenschaft in Zabela in Pozarevac, Serbien, davon zwei Jahre in Einzelhaft. Er meinte später, diese Jahre hätten sein Schaffen und seine Kunst mehr beeinflusst als jede Kunstakademie. Metodi Lepavzov verstand Kunst als universelle Sprache und Basis jeder Kultur.
Seine Werke wurden in Städten wie Sofia, Warschau, Belgrad, Zagreb, Prag, Rom, München, Berlin, Brüssel, Bern, Genf und Chicago ausgestellt. 1957 zog er mit seiner Familie in die Schweiz nach Neuchatel (Neuenburg), das er in mehreren Aquarellen abbildete und wo am 24. Mai 1983 verstarb.

## Kataloge
- Metodi Lepavzov-Lemeto: peintre macédonien. 26e exposition Metodi Lepavzov-Lemeto du 16 février au 17 mars 1957. Galérie des amis des arts. Musée des beaux-arts Neuchâtel.[2]